# ISO 3166-2:EG
کد ISO 3166-2:EG بخشی از استاندارد ایزو ۳۱۶۶ برای کشور مصر است که توسط سازمان بین‌المللی استانداردسازی ISO تنظیم شده‌است این سازمان، کدهای استاندارد را برای تقسیمات کشوری (ایالت‌ها یا استان‌های) کشورهای فهرست شده در استاندارد ایزو ۳۱۶۶-۱ تعریف می‌کند.
هر کد شامل دو بخش می‌گردد که توسط علامت - جدا می‌گردند.
- بخش نخست EG که در ایزو ۳۱۶۶-۱ آلفا-۲ کد کشور مصر است.
- بخش دوم شامل یک یا دو یا سه حرف است که بیان‌کننده استان یا ایالت کشور مصر می‌باشد.

## کدها
| کدها   | Governatorato     |
| ------ | ----------------- |
| EG-DK  | استان دقهلیه      |
| EG-BA  | استان بحرالاحمر   |
| EG-BH  | استان بحیره       |
| EG-FYM | استان فیوم        |
| EG-GH  | استان غربیه       |
| EG-ALX | استان اسکندریه    |
| EG-IS  | استان اسماعیلیه   |
| EG-GZ  | استان جیزه        |
| EG-MNF | استان منوفیه      |
| EG-MN  | استان منیا        |
| EG-C   | استان قاهره       |
| EG-KB  | استان قلیوبیه     |
| EG-LX  | استان اقصر        |
| EG-WAD | استان وادی‌الجدید  |
| EG-SHR | استان شرقیه       |
| EG-SU  | استان ۶ اکتبر     |
| EG-SUZ | استان سوئز        |
| EG-ASN | استان اسوان       |
| EG-AST | استان اسیوط       |
| EG-BNS | استان بنی‌سویف     |
| EG-PTS | استان پورت‌سعید    |
| EG-DT  | استان دمیاط       |
| EG-HU  | استان حلوان       |
| EG-JS  | استان سینای جنوبی |
| EG-KFS | استان کفرالشیخ    |
| EG-MT  | استان مطروح       |
| EG-KN  | استان قنا         |
| EG-SIN | استان سینای شمالی |
| EG-SHG | استان سوهاج       |